# إنكهارت
إنكهارت (بالإنجليزية: Inkheart)‏ هو فيلم مغامرات فنتازيا من إخراج إيان سوفتلي وبطولة برندان فريزر، بول بيتاني، هيلين ميرين، جيم برودبنت وأندي سركيس، صدر الفيلم في الولايات المتحدة في 23 يناير 2009.

## روابط خارجية
إنكهارت على موقع IMDb (الإنجليزية)
- إنكهارت على موقع ميتاكريتيك (الإنجليزية)
- إنكهارت على موقع روتن توميتوز (الإنجليزية)
- إنكهارت على موقع نتفليكس (الإنجليزية)
- إنكهارت على موقع قاعدة بيانات الأفلام العربية
- إنكهارت على موقع ألو سيني (الفرنسية)
- إنكهارت على موقع Turner Classic Movies (الإنجليزية)
- إنكهارت على موقع أول موفي (الإنجليزية)
- إنكهارت على موقع بوكس أوفيس موجو (الإنجليزية)
- إنكهارت على موقع فيلمافينيتي (الإسبانية)